# Émile Desvaux
Émile Desvaux (Vendôme, 8 de febrer de 1830 - Mondoubleau, 13 de maig de 1854) va ser un botànic francès especialitzat en poàcies. No s'ha de confondre amb el botànic homònim Nicaise Augustin Desvaux (1784-1856). El seu pare era un expert en agricultura i en química, que va ser batlle de Mondoubleau i encoratjà els seus fills a aprendre botànica. El 1847, el jove Émile visità els Pirineus i va instruir-se en els coneixements de Schimper i de Franqueville. El 1851, va viatjar amb el seu germà a Ginebra, Múnic i Berlín, on estudià espècies de plantes per la redacció de la flora de Xile i per recomanació de Jussieu col·laborà amb Claude Gay per redactar les parts de les Cyperaceae i les Poaceae, en la seva obra de la flora de Xile, Flora chilena. Va rebre el títol de doctor en medicina el 1854, morí pocs mesos més tard, als 25 anys.

## Algunes obres
- Gramineae chilenses, Paris, éd. Thunot, 1853, 449 pàgines